# Grotte de glace
 (signalé en août 2025).
Si vous disposez d'ouvrages ou d'articles de référence ou si vous connaissez des sites web de qualité traitant du thème abordé ici, merci de compléter l'article en donnant les références utiles à sa vérifiabilité et en les liant à la section « Notes et références ».
- Archive Wikiwix
- Bing
- Cairn
- DuckDuckGo
- E. Universalis
- Gallica
- Google
- G. Books
- G. News
- G. Scholar
- Persée
- Qwant
- (zh) Baidu
- (ru) Yandex
- (wd) trouver des œuvres sur Wikidata

Ne doit pas être confondu avec Glacière naturelle.

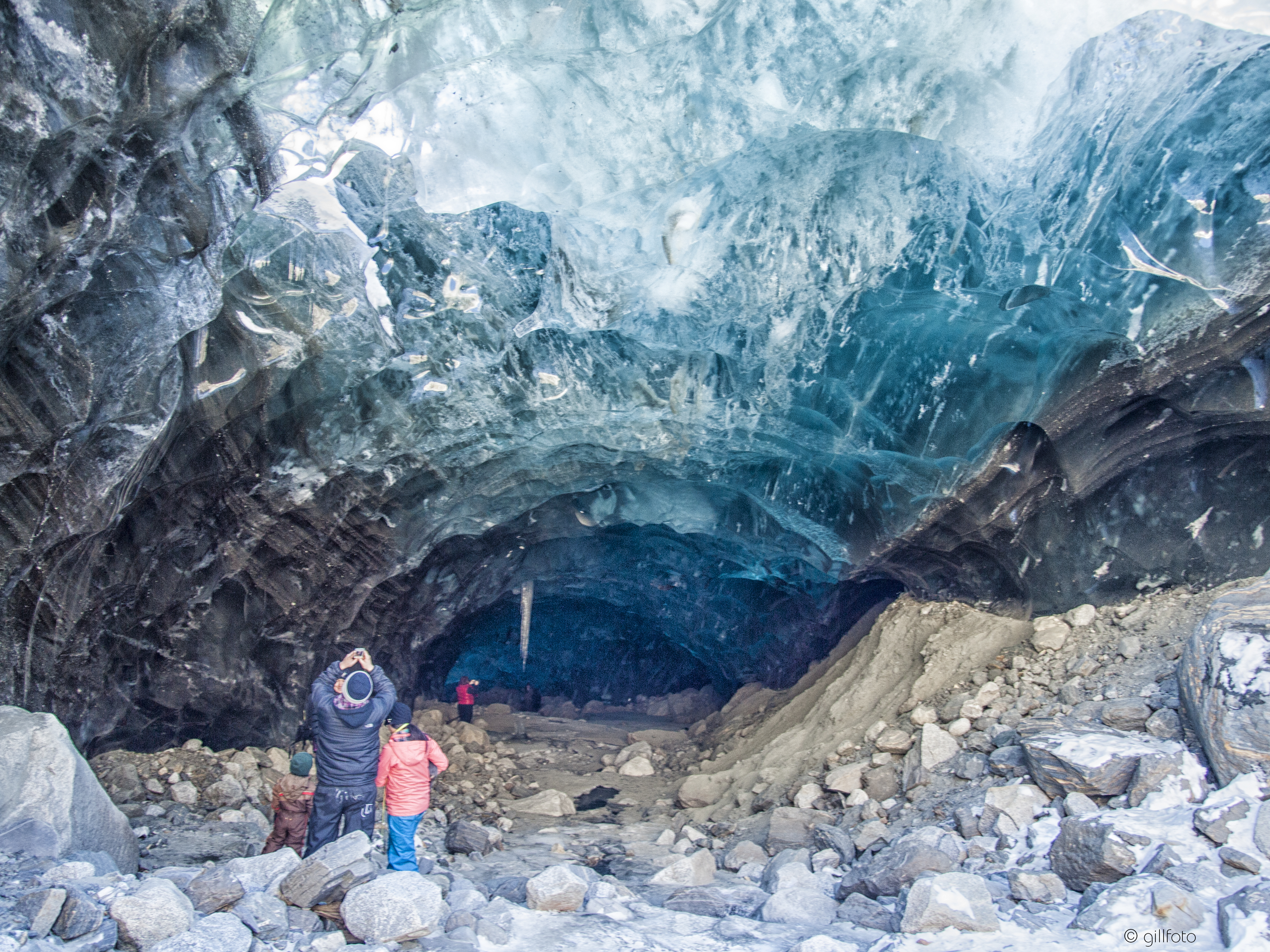
La grotte de glace du glacier Mendenhall en Alaska, aux États-Unis.

Une grotte de glace est une cavité naturelle ou artificielle dans un glacier. Les grottes de glace sont créées par les mouvements du glacier, la circulation de l'eau supra, intra ou infraglaciaire et les flux géothermiques qui dégagent des poches libres de glace. Creusées par l'Homme, elles constituent une attraction touristique comme à la Mer de Glace en France.